# Josef Jelínek (fotbalista, 1902)
Josef Jelínek (27. března 1902, Louny – 1973) byl český fotbalista, československý reprezentant.

## Fotbalová kariéra
V československé reprezentaci hrál v letech 1921–1927, nastoupil k patnácti zápasům a vstřelil dva góly (v přátelských zápasech s Rakouskem a Švédskem). Začínal ve Slavoji Žižkov, ale do reprezentace se dostal jako hráč Viktorie Žižkov. V 60. letech 20. století působil v československé reprezentaci hráč stejného jména (ročník 1941), proto bývá v historických statistikách označován někdy jako Jelínek I.